# Venus and Adonis (Henze)
Venus and Adonis ist eine Oper in einem Akt von Hans Werner Henze.

## Inhalt
Tänzer und Mimen spielen die Geschichte von Venus und Adonis nach. Drei Opernsänger („Primadonna“, „Heldendarsteller“ und „Clemente“) und sechs Madrigalisten („Hirten“) beschreiben und kommentieren die Handlung. In einer Art Parallelhandlung entsteht unter den Sängern ein dem Mythos ähnlicher Konflikt: Die „Primadonna“ (entspricht Venus) verliebt sich in den jungen „Clemente“ (entspricht Adonis). Der eifersüchtige „Heldendarsteller“ (entspricht Mars) ersticht Clemente daraufhin.

## Aufführungen
Die Uraufführungsproduktion in München wurde später auch am Nationaltheater Mannheim gezeigt.
Die amerikanische Erstaufführung fand 2000 an der Santa Fe Opera statt; diese Produktion wurde 2001 auch in Toronto gezeigt. 2001 wurde das Werk in Tokio konzertant gegeben.